# Berkemeyer

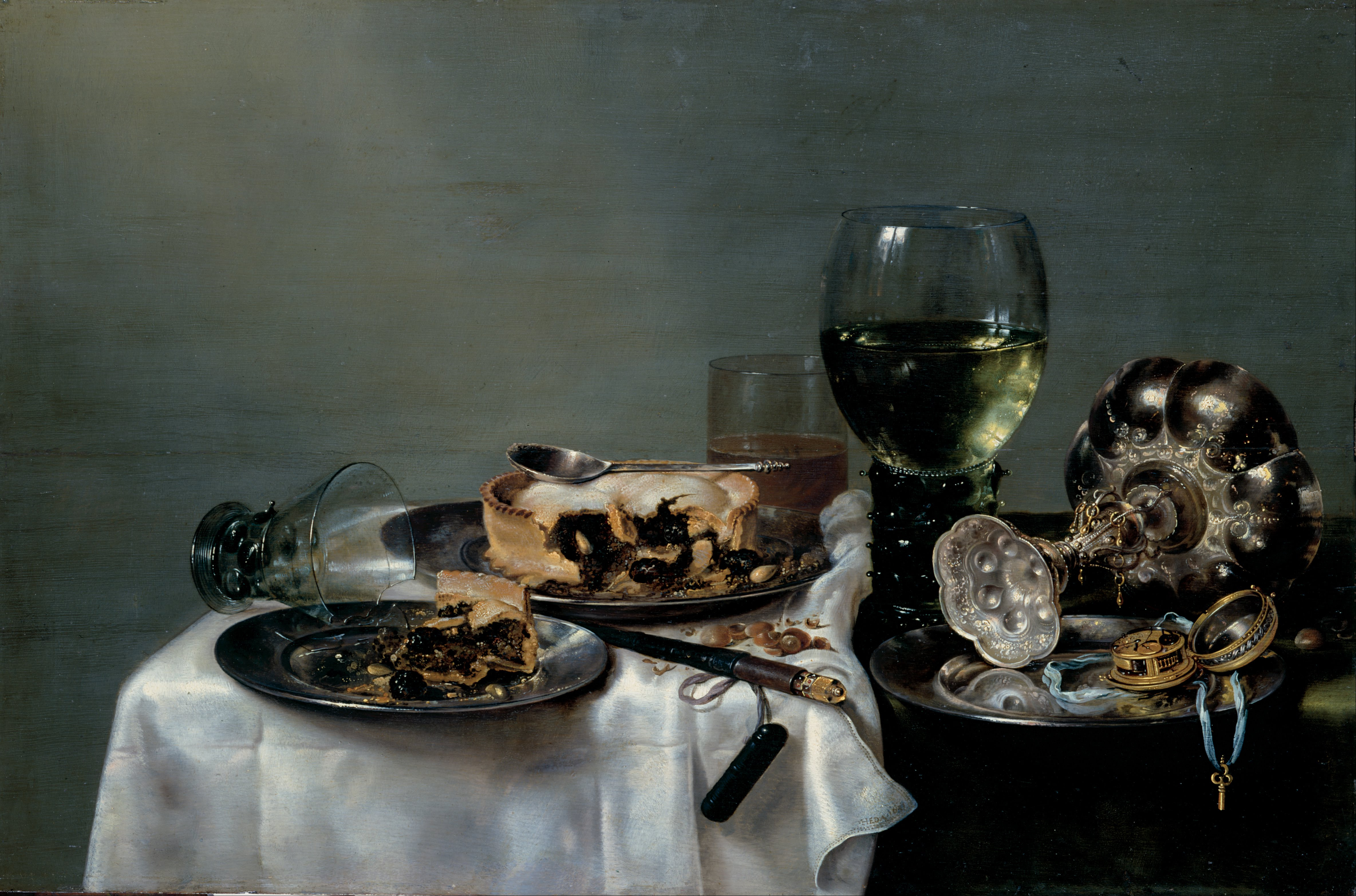
Nature morte avec tarte aux mûres, tableau de Willem Heda représentant un berkemeyer couché sur le côté et un rummer debout.

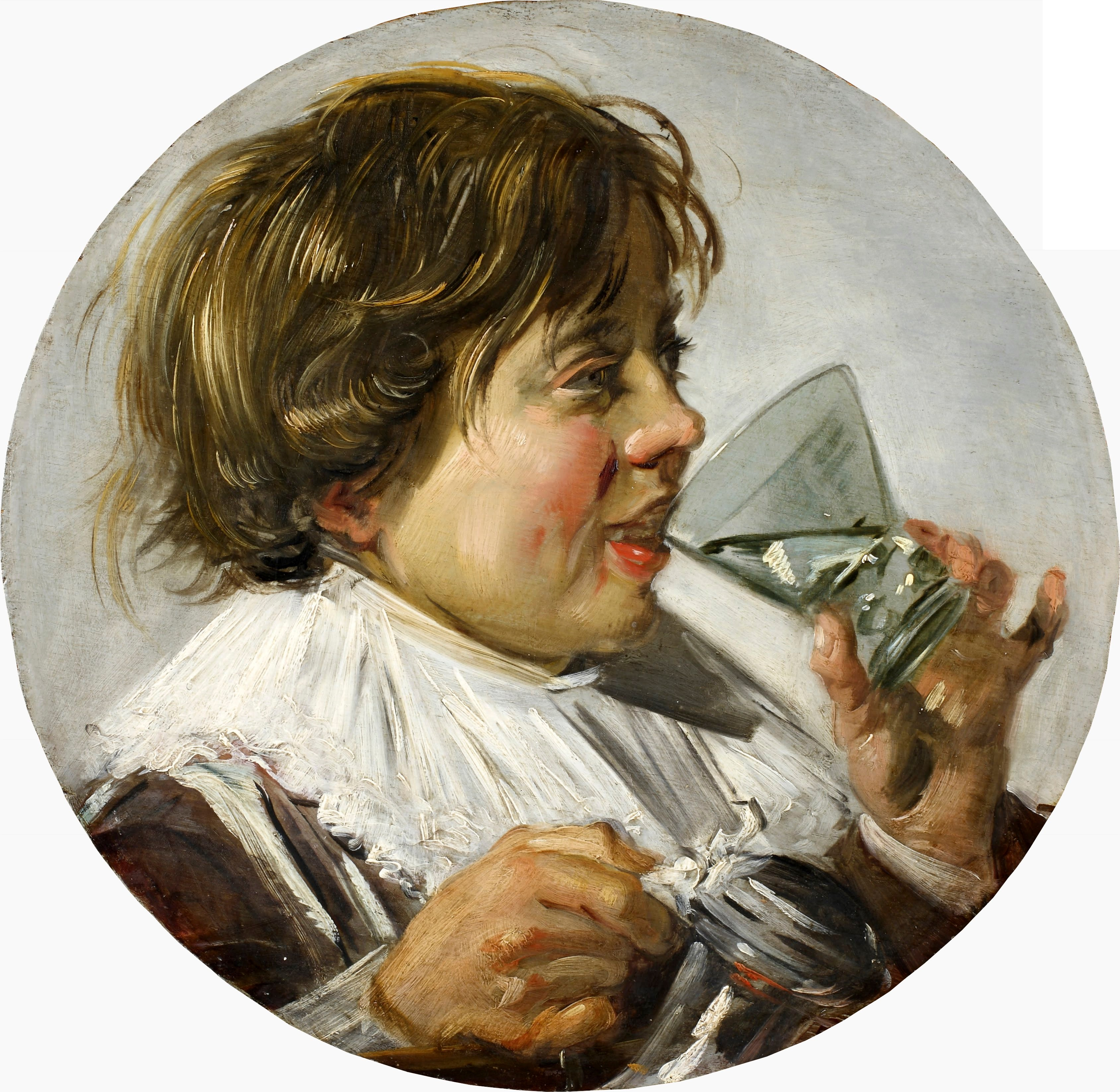
Jongen met glas en tinnen kan (entre 1625 et 1628) Frans Hals.

Un berkemeyer est un verre à boire avec un bol large et évasé, datant du XVe siècle en Allemagne et aux Pays-Bas, et toujours fabriqué depuis cette époque,. Il a une couleur verte ou jaune caractéristique causée par les impuretés de fer présentes dans le sable utilisé pour la production de verre (waldglas). La tige épaisse et creuse est recouverte de boutons offrant une prise sûre pour les mains grasses des festins, semblable au römer.
Les berkemeyers étaient à l'origine sculptés dans des branches de bouleau (berkemei) et étaient munis de couvercles. Les boutons des pieds des verres rappelaient aux buveurs l'écorce rugueuse des gobelets en bois, d'où leur nom. Ils étaient fréquemment représentés dans les natures mortes des tables des maîtres hollandais aux XVIIe et XVIIIe siècles.